# Hôtel de ville de Doullens
L'hôtel de ville de Doullens est un bâtiment français de la fin du XIXe siècle, situé dans le centre-ville de Doullens, dans le département de la Somme. Il abrite les services politiques et administratifs de la ville.

## Historique
Situé à l'emplacement de l'ancienne abbaye Saint-Michel (dont il ne reste plus rien de visible), l'hôtel de ville de Doullens fut construit en 1898 sur les plans de l'architecte Anatole Bienaimé. Pendant la Première Guerre mondiale, le 26 mars 1918, dans une salle située au premier étage étage, se tint une réunion décisive pour les armées alliées et la poursuite de la guerre face à l'empire allemand. Lors de cette réunion où assistaient Raymond Poincaré, Georges Clemenceau pour la France, Alfred Milner et Douglas Haig pour le Royaume-Uni, il fut décidé de créer un commandement unique pour les armées alliées qui fut confié à Ferdinand Foch. Cette salle fut aménagée en 1937-1938 afin de garder mémoire de l'événement. La salle du commandement unique est protégée en tant que monument historique : inscription par arrêté du 31 octobre 1997 puis classement par arrêté du 23 mars 1998.

## Caractéristiques

### Le bâtiment
Il est construit en brique et pierre dans le style éclectique de la fin du XIXe siècle. Il s'élève sur trois niveaux surmontés d'une haute toiture à la Mansart, en ardoise, avec un lanternon au sommet. On accède à l'édifice par un escalier. La façade est composée symétriquement : au centre légèrement en saillie, l'entrée principale encadrée de parement de pierre. La fenêtre du premier étage qui la surmonte est encadrée de chaque côté par des colonnes jumelles. Au-dessus, une horloge surmontée d'un petit fronton triangulaire conclut l'élévation. De part et d'autre de l'entrée principale deux portes monumentales donnent elles aussi accès à la salle des pas perdus. Un pavillon en légère saillie termine l'édifice de chaque côté. Les fenêtres du premier étage de ces pavillons sont garnies d'un balcon. Chacune d'entre elles est surmonté d'un petit fronton triangulaire.
On accède au premier étage par un escalier d'honneur éclairé par une grande verrière datant de 1898 et réalisée par le maître-verrier parisien Hubert. Ce vitrail représente une allégorie du travail, du commerce, de la liberté, de la fraternité et de l'égalité. Il a été offert à là ville de Doullens par Charles Saint, député de la Somme. Au premier étage, se trouvent la salle de réunion du Conseil municipal, la salle des mariages dans laquelle est exposé le tableau du peintre Monchablon[Lequel ?] représentant Bonaparte, Premier Consul et le Pape Pie VII signant le Concordat, le 16 juillet 1801.

### La «Salle du commandement unique»
La « Salle du commandement unique » est un vaste espace avec une cheminée en marbre blanc et un lustre volumineux au plafond.
Un vitrail commémoratif fut conçu par Gérard Ansart, il fut réalisé par le maître verrier Jean Gaudin, en 1937. Lucien Jonas réalisa en 1936-1938, deux toiles commémorant l'événement. Des bustes en bronze représentant Clemenceau et Lord Milner, réalisés en 1918 par François Sicard et divers objets sont exposés dans cette salle (table, fauteuils, coffre etc.).